# Alejandra Flechner
Alejandra Eugenia Flechner (Buenos Aires, 4 de noviembre de 1961) es una actriz argentina de cine, teatro y televisión. Ganadora de un Premio Martín Fierro y Estrella de Mar. Desde 1986 hasta 1994 formó parte del emblemático grupo de humor femenino Las Gambas al Ajillo.

## Cine
| Año  | Título                     | Personaje          | Director                        |
| ---- | -------------------------- | ------------------ | ------------------------------- |
| 1988 | Lo que vendrá              | Amiga de la nieta  | Gustavo Mosquera                |
| 1990 | Cien veces no debo         | Mujer policía      | Alejandro Doria                 |
| 1994 | Sin opción                 | Ana                | Néstor Lescovich                |
| 1996 | Besos en la frente         | Casilda            | Carlos Galettini                |
| 1999 | Yepeto                     | Patricia           | Eduardo Calcagno                |
| 1999 | Ojos que no ven            | Soledad            | Beda Docampo Feijóo             |
| 2001 | Chiquititas, rincón de luz | Marga Calvo        | José Luis Massa                 |
| 2002 | Samy y yo                  | Esther             | Eduardo Milewicz                |
| 2003 | Adiós, querida Luna        | Silvia Rodulfo     | Fernando Spiner                 |
| 2003 | Imposible                  | Mariana            | Cristian Pauls                  |
| 2010 | Antes                      | Valeria            | Daniel Gimelberg                |
| 2010 | Pájaros volando            | Roxana Ochoa       | Néstor Montalbano               |
| 2016 | Inseparables               | Ivonne             | Marcos Carnevale                |
| 2017 | El otro hermano            | Eva                | Adrián Caetano                  |
| 2019 | Perdiendo el control       | Carlota            | Néstor Sánchez Sotelo           |
| 2019 | El día que me muera        | Fanny              | Néstor Sánchez Sotelo           |
| 2020 | Agua dos Porcos            | Alejandra Rotheire | Roly Santos                     |
| 2021 | La sangre roja             | Liliana            | Ana Barreto                     |
| 2021 | El resistente              | Silvia Vallester   | Guido Penelli                   |
| 2021 | El cuento del tío          | Rita Ojer          | Ignacio Antonio Guggiari        |
| 2022 | Embalsamados               | Teresa             | Gonzalo Calzada                 |
| 2022 | Alerta disparo             | Inés               | Ana Barreto                     |
| 2022 | Argentina, 1985            | Silvia Strassera   | Santiago Mitre                  |
| 2023 | Puan                       | Doris Caselli      | María Alché y Benjamín Naishtat |
| 2024 | Las corredoras             | Teresa             | Nestor Montalbano               |
| 2024 | Transmitzvah               | Miriam             | Daniel Burman                   |

## Televisión
| Año       | Título                                  | Personaje              | Notas                                                |
| --------- | --------------------------------------- | ---------------------- | ---------------------------------------------------- |
| 1992      | De la cabeza                            | Varios personajes      | Varios Episodios                                     |
| 1992      | Desde adentro                           | Gloria                 | Personaje Secundario                                 |
| 1994      | Sin condena                             |                        |                                                      |
| 1995      | Cha cha cha                             | Varios Personajes      | Varios Episodios                                     |
| 1996      | Los angeles no lloran                   | "La Negra"             | Personaje Secundario                                 |
| 1997      | Señoras y señores                       | Gabriela Linares       | Personaje Principal                                  |
| 1998      | Casa natal                              | Verónica               | Personaje Secundario                                 |
| 1998      | Gasoleros                               | Vilma                  | Participación                                        |
| 1999      | Dracula                                 | Silvina                | Participación                                        |
| 2000      | Vulnerables                             | Leonor                 | Participación                                        |
| 2001      | Tiempo final                            | Esposa                 | Episodio: "Pleno centro"                             |
| 2001      | PH                                      | Marizza                | Participación                                        |
| 2001      | Cuatro amigas                           | Eva                    | Participación                                        |
| 2002      | Kachorra                                | Mónica Menccini        | Participación                                        |
| 2002      | Infieles                                | Paula                  | Episodio: "Las mujeres de mis amigos no tienen sexo" |
| 2003      | Resistiré                               | Adela Fones            | Personaje Secundario                                 |
| 2003      | Hospital público                        | Elsa                   | Participación                                        |
| 2003      | Malandras                               | Estela                 | Participación                                        |
| 2005      | Criminal                                | Clara Levingston       | Participación                                        |
| 2006      | Bendita vida                            | Julia                  | Personaje Principal                                  |
| 2006      | Mujeres asesinas 2                      | Sandra                 | Episodio: "Blanca, operaria"                         |
| 2006      | Mujeres asesinas 2                      | Claudia                | Episodio: "Sandra, confundida"                       |
| 2006      | Doble venganza                          | Nasya García           | Personaje Secundario                                 |
| 2007      | Televisión por la identidad             | Celadora               | Episodio: "Tatiana"                                  |
| 2007-2008 | Lalola                                  | Karina                 | Participación                                        |
| 2008      | Variaciones                             | Betty                  | Episodio: "La vida es una sola"                      |
| 2008-2009 | Los exitosos Pells                      | Dolores                | Participación                                        |
| 2009-2010 | Ciega a citas                           | Paloma                 | Participación                                        |
| 2010      | Lo que el tiempo nos dejó               | Nilda                  | Episodio: "La caza del ángel"                        |
| 2011      | Un año para recordar                    | Cristina               | Participación                                        |
| 2011      | Maltratadas                             | Edith                  | Episodio: "No se lo digas a nadie"                   |
| 2011      | Proyecto aluvión                        | Rosa                   | Episodio: "La mucama"                                |
| 2011      | Proyecto aluvión                        | María                  | Episodio: "La quema de iglesias"                     |
| 2011      | Proyecto aluvión                        | López                  | Episodio: "El pulqui"                                |
| 2011      | Televisión x la inclusión               | Madre de Tatiana       | Episodio: "La violinista" Parte 1 y 2                |
| 2012      | Amores de historia                      | Sofía Murdren          | Episodio: "Mario y Sofía"                            |
| 2012      | El pueblo del pomelo rosado             | Violeta Rosso          | Personaje Secundario                                 |
| 2012-2013 | En terapia                              | Sabrina Montes         | Personaje Secundario, Tem 1 - 2                      |
| 2013      | Historias de corazón                    | Julia                  | Episodio: "Para olvidar a Manuel"                    |
| 2013      | Santos y Pecadores                      | Elvira                 | Episodio: "Corralito"                                |
| 2014      | Doce casas, Historia de mujeres devotas | Mirtha                 | Semana 7: "Historia de Andrea"                       |
| 2014-2015 | Viudas e hijos del rock and roll        | María Esther           | Participación                                        |
| 2019      | El Tigre Verón                          | Fátima Ferrari         | Personaje Principal                                  |
| 2022      | El fin del amor                         | Norma                  | Personaje Secundario                                 |
| 2023      | Diciembre 2001                          | Hilda "Chiche" Duhalde | Elenco Principal                                     |
| 2025      | División Palermo                        | Arellano               | Elenco Principal                                     |

## Premios
- Premios Martín Fierro (1997): Mejor actriz protagónica de comedia (Señoras y señores)
- Premios Estrella de Mar (2000): Mejor actriz
- Muestra Internacional de Cine de Santo Domingo (2000): Mejor actriz de reparto (Yepeto)

Nominaciones
- Premios ACE (1992): Revelación
- Premios ACE (1996): Mejor actriz protagónica de comedia
- Premios Trinidad Guevara (1996): Mejor actriz
- Premios ACE 2000: Mejor actriz protagónica de comedia
- Premios Estrella de Mar (2006): Mejor actriz
- Premios Cóndor de Plata (1999): Mejor actriz de reparto (Yepeto)